# Fluffy bunny
Fluffy bunny (z ang.: puszysty króliczek) – ironiczny termin używany na określenie neopogan, którzy w swojej działalności akcentują wyłącznie elementy tzw. białej magii. Typowy "króliczek" stara się być miły i sympatyczny za wszelką cenę, przy jednoczesnym przesadnym unikaniu wszystkiego, co nieprzyjemne (włącznie z krytyką własnej osoby).
Do popularyzacji postawy tego rodzaju przyczyniły się książki takich autorów jak Scott Cunningham, Silver Ravenwolf czy Gerina Dunwich, zwracających uwagę wyłącznie na jasny aspekt ideologii neopogańskiej (podczas gdy jej istota zawiera się w zrównoważeniu dwóch przeciwstawnych elementów).
Inną charakterystyczną cechą "fluffika" jest brak zagłębiania się w ideologię i filozofię neopogańską, zadowolenie się wiedzą powierzchowną i stereotypową z jednoczesnym przekonaniem, że jest ona wystarczająca i uniwersalna. Typowego "fluffika" cechuje pogląd, według którego najlepsza i najsłuszniejsza jest jego własna droga rozwoju i postępowania oraz przekonanie o nieomylności własnej osoby. Występowanie "fluffizmu" jest jednym z elementów, na które wskazuje się jako charakterystyczne dla neopogaństwa jako popreligii. 
W Polsce zamiennie z terminem "fluffy bunny" stosuje się określenie "białoświatełkowiec" lub też spolszczoną formę angielską "flafik" bądź "fluffik".